# براندون تايلور
براندون تايلور (بالإنجليزية: Brandon Taylor)‏ (و. 1990  م) هو لاعب كرة قدم أمريكية، من الولايات المتحدة، ولد في بوغالوسا، يلعب كمُؤمن ‏.

## التعليم
تعلم في Franklinton High School (Louisiana) ‏.